# Országhatár

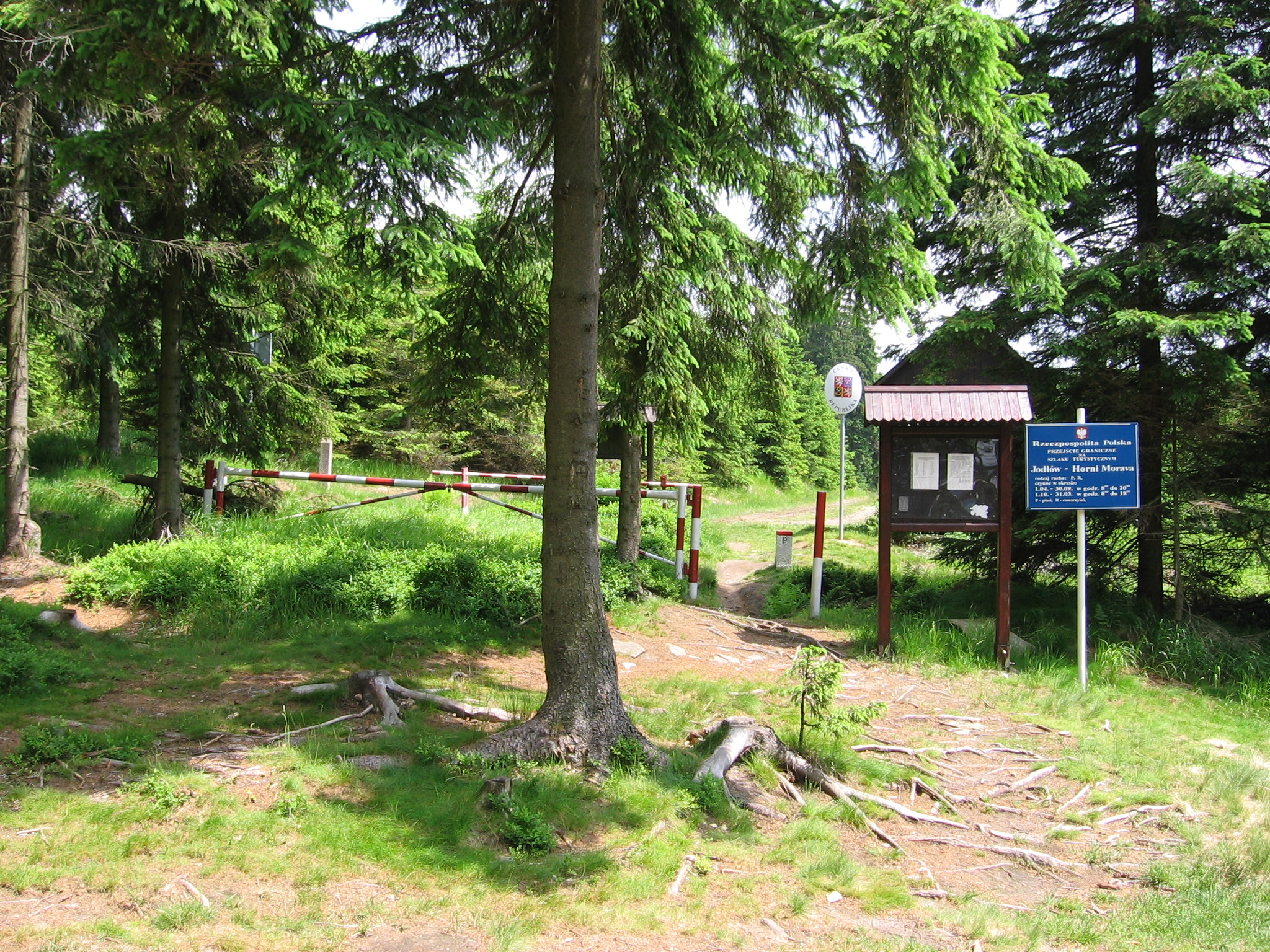
Lengyelország és Csehország határának egyik erdei szakasza, lengyel oldalról fotózva. A bal-jobb irányban húzódó határt a kép közepétől kissé jobbra megfigyelhető, térdmagasságú, piros tetejű határkő jelöli.

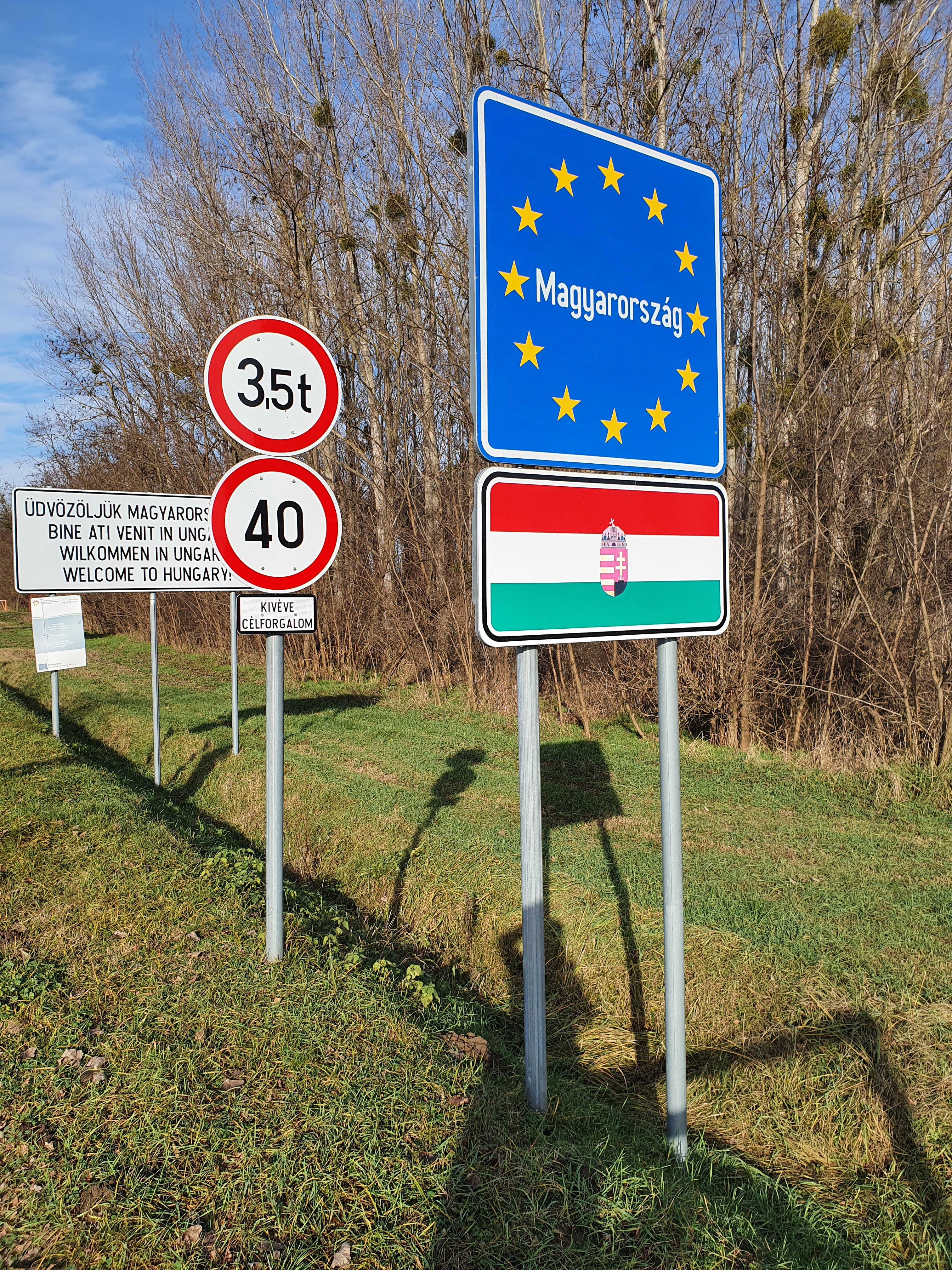
A magyarországi Ömböly és a romániai Károlyipuszta (Horea) közötti országhatár magyar oldala

Az országhatár két politikai-adminisztratív szempontból egymástól független ország között húzódó adminisztrációs vonal, amelynek többféle funkciója, megjelenése, értelmezése és hatása van, ezek következtében pedig több meghatározása is lehetséges. A mindennapi szóhasználatban ország- vagy államhatárnak, esetleg röviden határnak nevezik a fenti vonalon kívül a határvonalnak azt a közvetlen környezetét is, ahol az országhatárhoz kapcsolódó intézmények, objektumok (például határátkelőhelyek) is megvalósulnak. A határvonalat a terepen elhelyezett határjelek jelölik.

## Meghatározások, fogalmak

### Elmélet
Elméletileg az országhatár az ország területének legszélével egybeeső, annak mentén haladó, a felszínre (talaj ill. vízfelület) merőleges, egymással zártan illeszkedő képzeletbeli síkok sorozata. A síkok és a felszín metszésében kirajzolható vonal a határvonal. A határvonal bizonyos szempontból meghatározott rövidebb részei a határszakaszok.
A határvonal által körbezárt terület rendszerint azonos az ország területével, bár számos esetben egy ország területén találhatók olyan, kisebb területek, amelyek egy másik (rendszerint valamelyik szomszédos) országhoz tartoznak. Az ilyen területeket az adott országon belüli idegen területek esetén enklávénak, az adott ország más országok területén lévő területeinek esetén exklávénak nevezik. Az en-/exklávékat a befoglaló országtól szintén ugyanolyan országhatár választja el, mint a nagyobb anyaországokat egymástól.
Három egymással szomszédos ország esetén bármelyik ilyen ország határán találunk legalább egy olyan pontot, ahol mindhárom ország határa találkozik. Az ilyen pontok neve hármashatár vagy idegen kifejezéssel tripoint (németül Dreiländereck), amelyek (ha megközelíthetők) érdekes és kedvelt turisztikai célpontot jelentenek, ezért az érintett országok hatóságai ezeken a helyeken gyakran emlékhelyet, jelzőoszlopot alakítanak ki.
Az országhatárokat egy adott országban rendszerint a vonatkozó szomszédos ország nevével különböztetik meg, pl.: "szlovák határ", de ha más országok határairól van szó, akkor mindkét (tripointok esetén mindhárom) szomszédos országot megnevezik, pl.: "német-lengyel határ".

### Adminisztratív/politikai értelmezés
Adminisztratív értelemben az országhatár az adott ország törvényei hatókörének korlátjait jelöli ki: az országos hatóerejű törvények és rendelkezések az országhatáron belül és az országhatárig érvényesek, azon túl nem (onnan már a szomszédos ország törvénykezése az irányadó). Ebben az értelemben az ország az országhatárnál szó szerint is véget ér.

## Az országhatár kijelölése

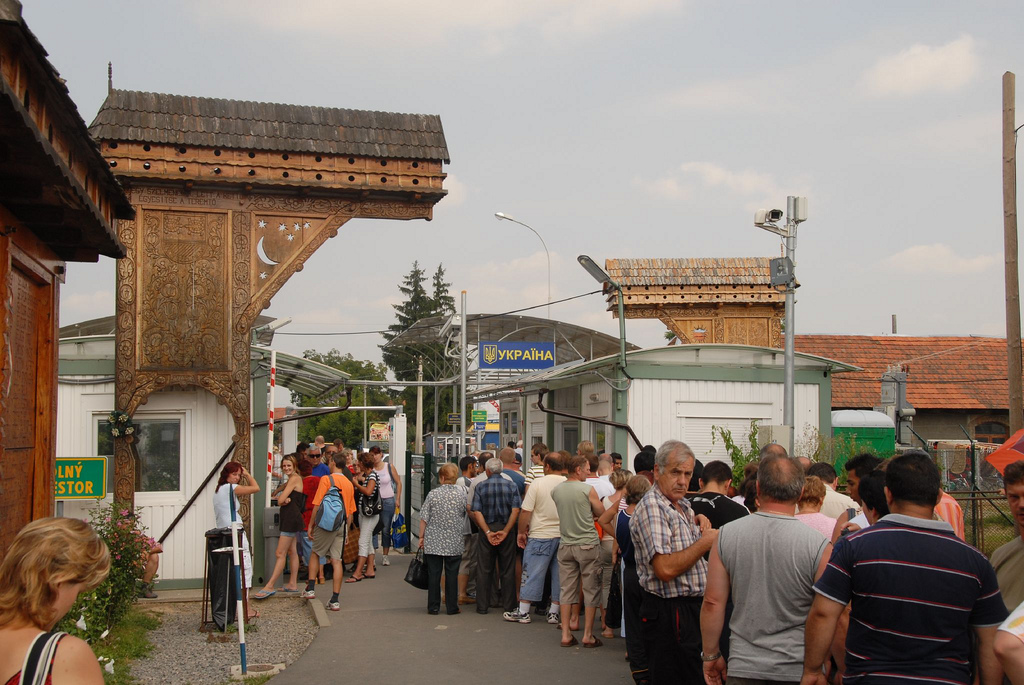
A II. világháború végén az akkor meghúzott szovjet-csehszlovák határ elvágta egymástól Kis- és Nagyszelmenc falukat. 2005. december 23-án határátkelő helyet nyitottak a két falu között

Amikor egy ország két területe különválik, vagy bármilyen más okból új országhatár vagy határszakasz kialakítására kerül sor, annak tényét legelőször kétoldalú nemzetközi szerződésben rögzítik. Annyi kétoldalú szerződést kell kötni, ahány országgal határos az új állam, vagyis ahány új határszakasz jön majd létre. Amikor ezt a szomszédos államok ratifikálták, akkor sor kerül egy határmegállapító vegyesbizottság felállítására, amely a térképen dolgozva méterről méterre berajzolja a két ország szakértői által a politikusok részére javasolt új határ vagy határszakasz vonalát. Ezt hívják delimitációnak.
Amikor ezt a térképen megrajzolt határt a két fél kormányai elfogadják, parlamentjeik általában újabb törvényeket hoznak a közös országhatár vonaláról, amelyben már végrehajtói hatáskörbe adják a helyszíni adottságokból fakadó esetleges kiigazításokat és a határ fizikai kijelölését. Ezután újabb vegyesbizottságot állítanak fel, akik a határ teljes hosszában elhelyezik a határköveket, egyéb határjeleket, vagyis fizikailag kijelölik a határt. Ez a határ demarkációja.
A határok adminisztrációját végül a határrezsimről kötött kétoldalú megállapodás teljesíti ki.

## Megjelenés

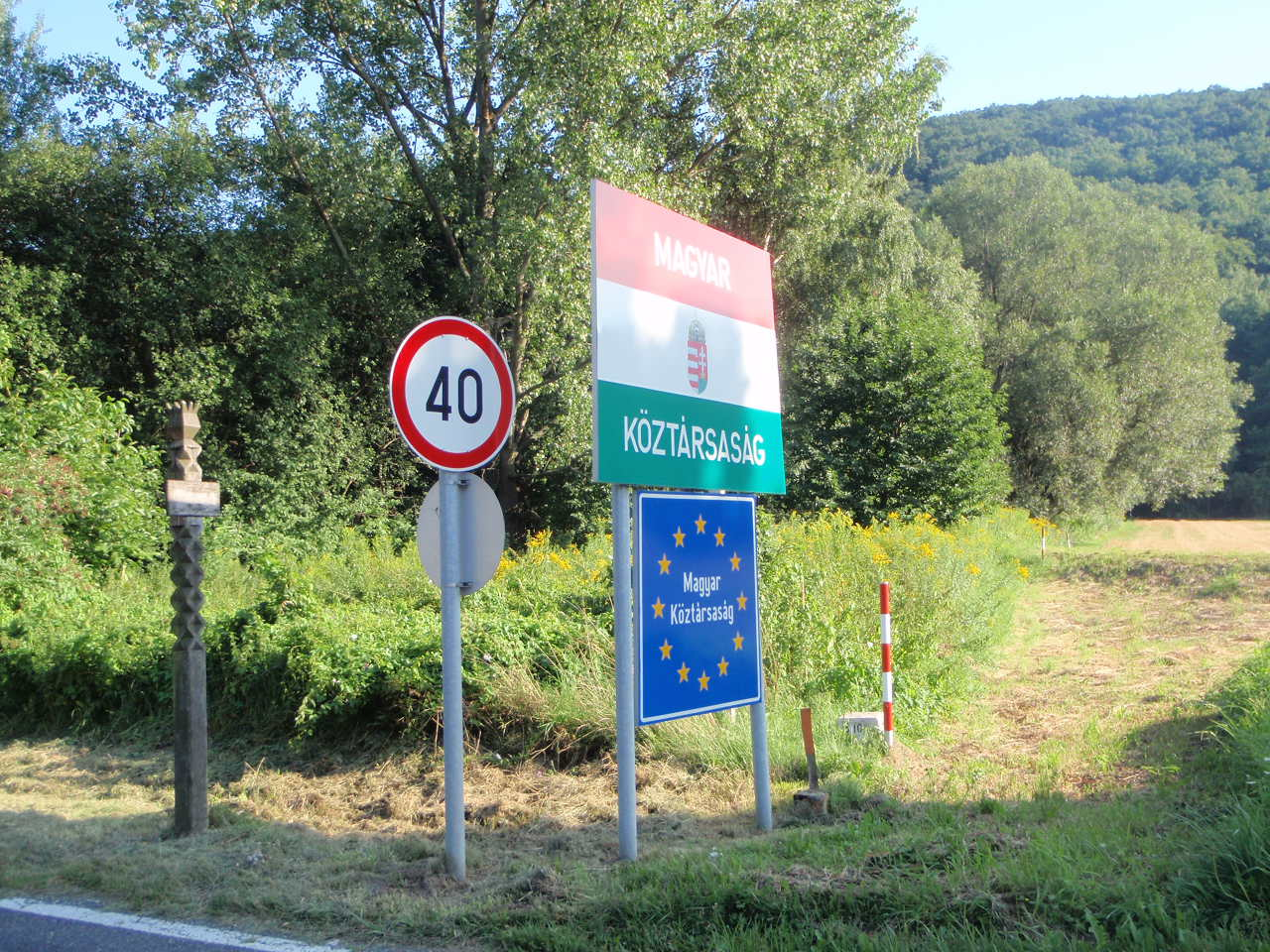
Kőszeg, Magyarország és Ausztria határa, határkő, országtábla, kopjafa, osztrák határjelölők

Az országhatár fizikai, tényleges kijelölése a helyi adottságok (terepviszonyok stb.) függvényében változhat, de mindenképpen fontos feladat, amelyet nemzetközi egyezmények szabályoznak és az érintett szomszédos országok hatóságai egyeztetések alapján közösen valósítanak meg. A megjelölésre alkalmas objektumokat, tárgyakat gyűjtőnéven határjeleknek nevezik. A határjelek megsemmisítése, megrongálása vagy elmozdítása bűncselekménynek számít. A határjelek kihelyezéséről, állapotuk ellenőrzéséről és szükség esetén megújításukról a nemzetközi szerződések szerint az érintett országok hatóságai gondoskodnak.
Az országhatár kijelölése alatt általában a határvonal egyezményes határjelekkel történő szárazföldi kijelölését értik. Ez a gyakorlatban alapvetően határkövek, határoszlopok és kiegészítő jelzések kihelyezését jelenti. Az esetlegesen műszakilag is megerősített határszakaszokon megfigyelhető határvédelmi objektumok (kerítések, nyomsáv, árkok, akadályok stb.) nem a határra, hanem attól beljebb, az adott ország területére kerülnek, így azok nem a tényleges határt jelölik ki (ezt a történelmi idők határsértői, menekülői közül sokan nem tudták és emiatt határátlépési kísérleteik gyakran kudarcot vallottak).

### Határjelek

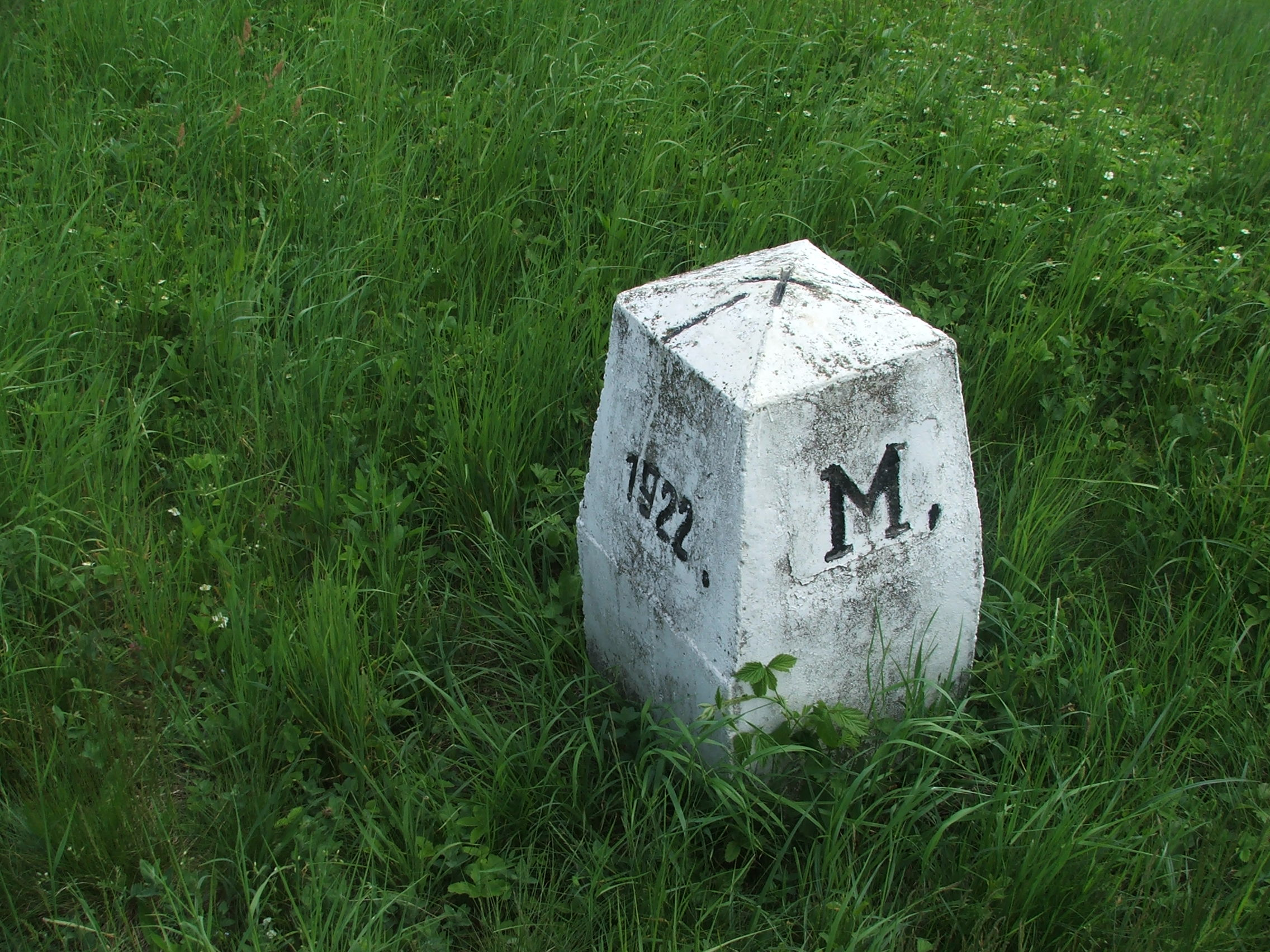
Határkő a magyar-román határon.

- A határkövek kb 1 méter magas, 20–40 cm széles, négyzetes keresztmetszetű, esetleg enyhén csonka gúla alakú, világos homogén (általában fehér) színű, esetleg tetejükön eltérő színnel festett kő- vagy betonhasábok. Tetejükön egyenes vagy tört vonal alakú, esetleg kereszt alakú bevésés vagy festés húzódik. 1-1 szemközti oldalukon az érintkező szomszédos országok nevének betűkódja (a határkőnek az adott ország területe felé eső oldalán feltüntetve), valamint egyéb információk (a határkő sorszáma, a határkijelölés évszáma stb.) szerepelnek. A határkövek helyét geodéziai eszközökkel, a nemzetközi határegyezmények alapján mérik ki. A határköveket a határvonalon, egymástól kb. 60-150 méterre, de lehetőleg látótávolságban, stabilan félig a talajba ásva helyezik el, úgy, hogy a tetejükön levő véset a határvonallal (vagy annak törésével) egybeessen. Egyes országokban a határkövek anyaga, mérete, formai kialakítása, színezése és jelzése eltérhet, de abban megegyeznek, hogy pontosan a határvonalon állnak.

- A határoszlopok 2 – 2,5 méter magas, 20–30 cm széles, négyzetes keresztmetszetű beton vagy műanyag oszlopok. Tetejük gyakran csúcsos, festésük a tulajdonos ország nemzeti színeit ismétli teljes magasságukban, vízszintesen vagy harántirányban. A határoszlopokat mindig a tulajdonos ország területén, a határkövek közelében, a határvonaltól mintegy 1,5 – 3 méteres távolságban állítják fel. A határvonal (egyben a szomszédos ország) felé eső oldalukra gyakran a tulajdonos ország címerét (és esetleg hivatalos/rövid megnevezését is) feltüntető táblát szerelnek. A szomszédos országok határoszlopai rendszerint egymással szemben, párban állnak, közöttük határkővel. Az egyes országok által alkalmazott határoszlopok kivitelezése szintén eltérhet, de abban megegyeznek, hogy sohasem a határvonalon, hanem attól mindig beljebb, a tulajdonos ország területén állnak.

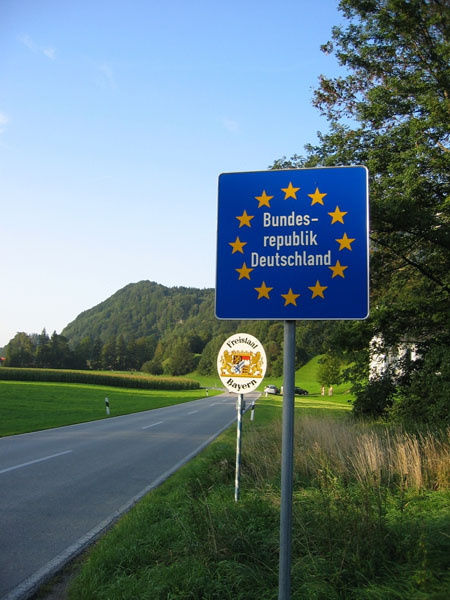
Az osztrák-német schengeni belső határt Tirol felől átlépve, az utazót Németország Európai Unió-jelzőtáblája, mögötte pedig Bajorország címere fogadja.

- A határvonal közvetlen közelében kiegészítő jelzések is felbukkanhatnak. Ilyen lehet például az országhatár közelségére figyelmeztető, a helyi hivatalos és esetleg más nyelv(ek)en szövegezett felirat, rendszerint "Figyelem, államhatár!", "Országhatár", "Államhatár" vagy hasonló tartalmú szöveggel. Felirat figyelmeztetheti az arra járókat a határ átlépésének (vagy a továbbhaladásnak) tilalmára (ha a határszakasz nem szabadon átjárható), illetve az esetlegesen alkalmazott műszaki megoldások miatt a szükséges biztonsági távolság megtartására vagy a szabálysértések szankcionálására. Főleg közutat metsző határszakaszok közelében, a határ túloldalán üdvözlő feliratok (például "Köszöntjük Magyarországon!"), államszövetségi, ország- vagy tartományi címerek és megnevezések fogadhatják a határon átkelőket.

Ha a határvonal sűrű növényzeten vagy más, a kilátást gátló terepviszonyok között halad, akkor a hatóságok határnyiladékot alakítanak ki. Ez a határvonal két oldalán, mindkét ország területén kb. 8-20 méter szélességben kialakított, a zavaró elemektől megtisztított sávot jelent.

### Határátkelőhelyek
A határátkelőhelyek vagy röviden (határ)átkelők a közúti és/vagy vasúti útvonalakon, az országhatár közelében kialakított objektumok, amelyek lehetővé teszik a legális határátlépést olyan határszakaszokon, amelyek nem léphetők át a zöldhatáron vagy bárhol korlátlanul.
A határátkelőhelyek nagy területtel és olyan műszaki megoldásokkal, emberi és technikai erőforrásokkal rendelkeznek, amelyek lehetővé teszik
a hatóságok számára:
- a forgalom megállítását ellenőrzés céljából
- a forgalom terelését, elosztását (például teher- és személyforgalom elkülönítése)
- a személyi és egyéb okmányok ellenőrzését
- a forgalomban szállított áruk vámellenőrzését
- a forgalom ellenőrzött továbbengedését az országhatár irányába
- (szükség esetén) az átkelőhely lezárásával a forgalom leállítását
- (szükség esetén) a jogsértő átkelési kísérletek és egyéb cselekmények (például csempészet) elleni hatósági fellépést

az utazók számára:
- a határ ellenőrzött, szabályszerű átlépését
- (szükség esetén) a határátlépés ideje és helye hatóság általi igazolásának megszerzését
- (szükség esetén) az általuk szállított áruk vámhatósági ellenőriztetését

A határátkelőhelyek többféle csoportosítása is lehetséges:

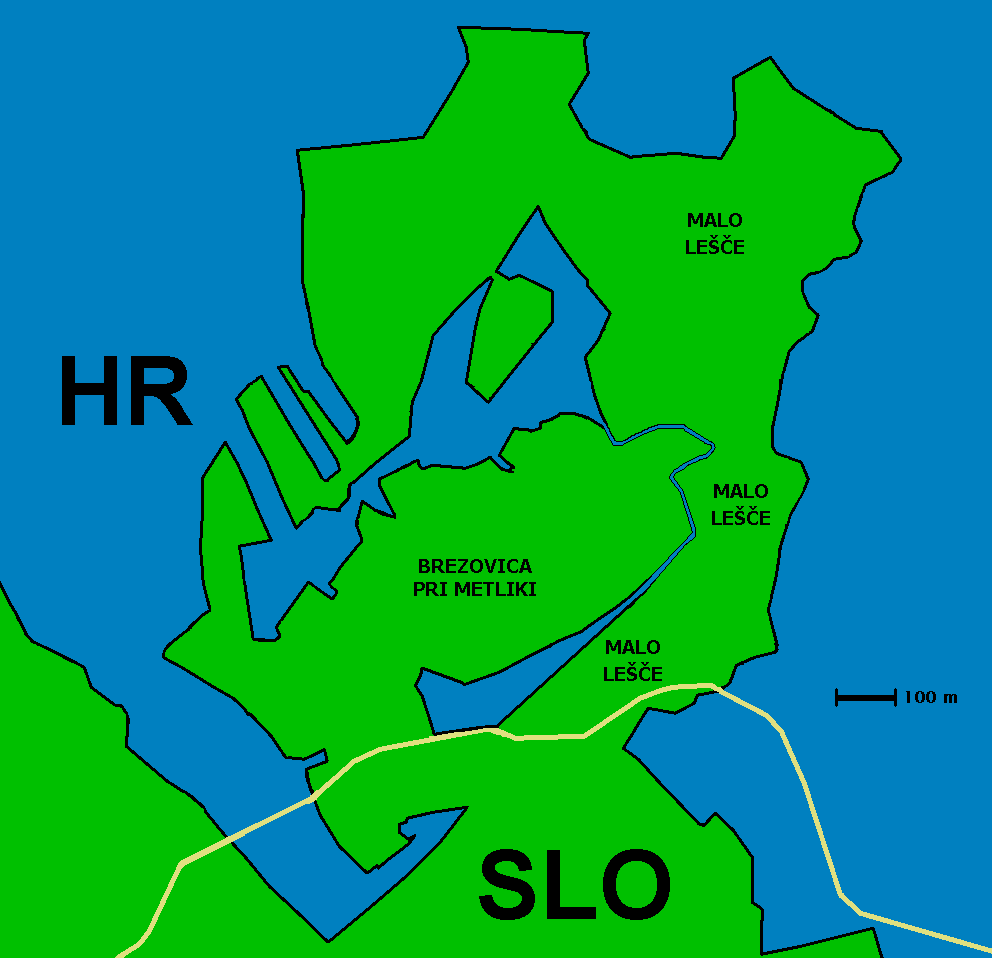
A szlovén-horvát határ egy érdekes részlete a Gorjanci/Žumberak régióban

A forgalom típusa szerint:
- közúti
- vasúti
- folyami
- gyalogos/kerékpáros

Speciális esetet képez a légiforgalmi határátkelőhely, amely rendszerint nem a határon, hanem a nagy nemzetközi repülőtereken kialakított okmány-ellenőrzési pont (OEP), amelyen áthaladva, az utazók a repülőteret már csak az őket külföldre szállító repülőgép felé hagyhatják el. Ritkábban előfordul(t) hasonló megoldás nagy nemzetközi pályaudvarokon is.
A határátkelőhely üzemideje szerint:
- állandó, folyamatos nyitva tartású
- meghatározott nyitvatartási idejű
- időszaki, idény jelleggel nyitva tartó
- alkalmilag (például ünnepségek, évfordulók, különleges események esetén) nyitva tartó

A határátkelőhely igénybevételére jogosultak köre szerint:
- bárki által igénybe vehető
- csak a határ körzetében lakó helyi/környékbeli lakosok által használható (kishatárforgalom)
- (ritkábban) csak bizonyos állampolgársággal vagy különleges engedéllyel rendelkező utazók számára

### Különleges határok

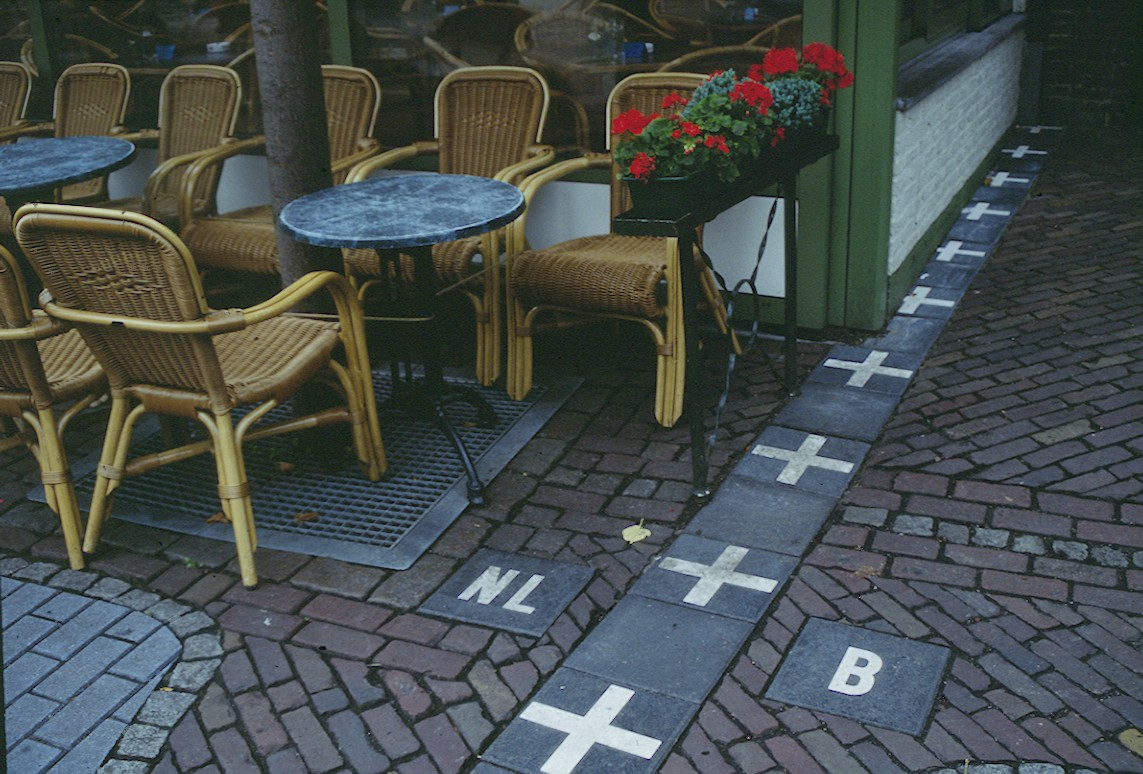
Kávéház a holland-belga határon (belga exklávé, Baarle-Nassau). A határvonalat a kereszt alakú jelek mutatják, "NL" a holland, "B" a belga terület jelzése. A kávéház vendégköre és személyzete folyamatosan átjár a határon.

Ha a határvonal vízfelületen húzódik, akkor a határjelek a határvonalhoz legközelebb eső partszakaszokon kerülnek kihelyezésre, gyakran kiegészítve a határvonal tényleges helyét leíró táblákkal, figyelmeztetésekkel.
Ha a határvonal lakott területeket szel ketté, akkor megosztott településekről van szó, és ezeknek az eseteknek a megítélése nagyban függ az adott határ adott helyen megvalósuló elválasztó vagy összekötő funkciójától (lásd lentebb).
Ha az adott határ funkciója az elválasztás, akkor a kialakult helyzet feszült, a megítélés kedvezőtlen lesz (a legismertebb történelmi példa erre a berlini fal által kettévágott Berlin.
Ha ezzel szemben az elválasztás nem cél és inkább az összekötés a jellemzőbb, akkor békésebb és a lakosság által is elfogadott helyzet alakul ki, esetenként érdekes sajátosságokkal. Ilyen városokra világszerte számos példát találhatunk. Európában ilyen város az olasz-szlovén határon fekvő Gorizia/Nova Gorica, illetve a holland-német vagy a belga-holland határszakaszok és en/exklávék több települése is.
Mozgóhatár alakul ki ott, ahol valamely folyó sodorvonala jelenti a határt, de az változtatja a medrét. Ilyenkor időszakonként (pl. 10 évente) felülvizsgálják a határ helyzetét. Például Magyarország és Románia között a Maros egy szakasza képez mozgóhatárt.

## Funkciói
A határok, így az országhatár funkciói alapvetően két, elsőre ambivalensnek tűnő alapelv mentén épülnek fel: elválasztás és összekötés. Mindkét megközelítésnek több megvalósulására volt és van példa, a helyi sajátosságoknak megfelelően.

### Elválasztás
…a határvonalnak a házon keresztül való húzódása beláthatatlan következményeket von maga után. Elsősorban a ház lakóinak csempészete kézenfekvő dolog. A csempészárut a ház egyik oldalán beszállítva, a ház másik oldalán már kiszállíthatják anélkül, hogy abban határsértés nélkül valaki a lakosokat megakadályozhatná. Ennél súlyosabb esetekről és határincidensekről is lehet szó
Ez a funkció akkor valósul meg, amikor egy adott ország vezetése, saját érdekei szerint, korlátozni kívánja a határokon átmenő valamely (vagy ritkábban mindkét) irányú forgalmat.
A kifelé irányuló (emigráns) forgalom korlátozására azoknak az országoknak a vezetése kényszerül, amelyekben a fennálló politikai és/vagy gazdasági viszonyok miatt a lakosság nagy tömegei távoznának külföldre és emiatt az ország belső élete, gazdasága ellehetetlenülne. Tipikusan ilyen funkciót valósítottak meg Európában az egykori szocialista országok nyugati államokkal érintkező határszakaszai, amelyeknek összessége vasfüggöny néven vált hírhedtté. Ezekben az országokban alapvetően sérül(t) az állampolgárok szabad mozgáshoz, így az ország elhagyásához való joga, gyakran törvényi oldalról is megerősítve, például határsértések fogalmának kiterjesztése, az ország engedély nélküli elhagyásának kriminalizálása (disszidálás) stb., és ezek súlyos joghátrányokkal járó, büntetőjogi szankcionálása.

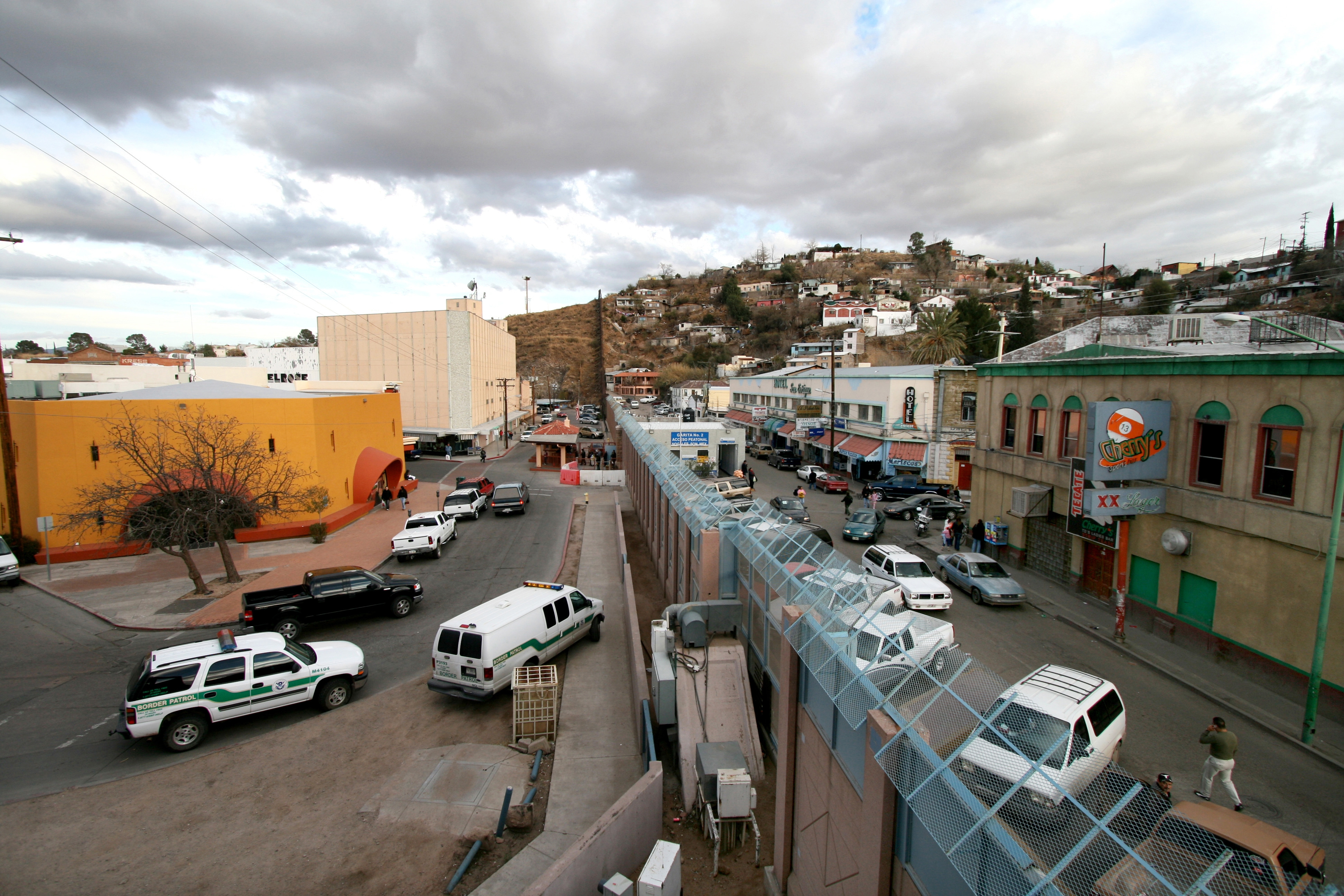
Az USA-mexikói határ Nogales városban. A határátkelőhelyen kívül eső határszakaszokat a kép közepén húzódó, átmászás ellen megerősített biztonsági kerítés zárja le. A kerítéstől balra az Amerikai Egyesült Államok, jobbra mexikói terület van (bal szélen az amerikai határőrség járőrautói láthatók).

A befelé irányuló (immigráns) forgalom korlátozását rendszerint azok az országok, illetve államszövetségek alkalmazzák, amelyek a szegényebb, gazdasági szempontból perifériára szorult vagy éppen háború sújtotta országokból érkező gazdasági és/vagy politikai menekültek számára célállomást jelentenek. Ilyenek jellemzően a magasabb életszínvonal lehetőségével kecsegtető, fejlett gazdaságú centrumországok, államszövetségek, mint például az Európai Unió és az Egyesült Államok. Az ilyen esetekben az adott országok saját állampolgáraira vonatkozó jogai nem sérülnek, de a jellemzően jelképes és szabadon átjárható belső határokkal szemben a külső határok a bevándorlók számára sokkal szigorúbbak és nem ritkán veszélyesek. Ilyen, szeparatív jellegű határokra találunk példát az Európai Unióban Magyarország déli határszakaszain, a Spanyolország fennhatósága alá tartozó, de az afrikai kontinensen található Melilla és Ceuta (Ceutai határzár) városoknál, vagy az Egyesült Államoknak Mexikóval közös határszakaszán.
Az elválasztás jellegű funkciók megvalósulásának közös vonása, hogy a határok (államszövetségek esetén a külső határok) mentén, azokon belül, összetett és hatékony műszaki megoldások kombinációja kerül alkalmazásra. Az ilyen határoknál megjelenik a határövezet, a határsáv fogalma, amelyek a határ mentén az adott ország területéből tekintélyes szélességű részeket vonnak be a határrendészetbe (és egyben vonnak ki a termelőmunka alól). Az alkalmazott műszaki megoldások komoly anyagi és egyéb ráfordításokat igényelnek, a folyamatos fenntartásuk és üzemeltetésük által igényelt emberi és technikai erőforrások pedig jelentős terhet róhatnak a gazdaságra. Bevezetésük éppen ezért alapos tervezést, az arányok megfelelő felmérését és gondos politikai előkészítést is igényel.

#### Demarkációs vonalak

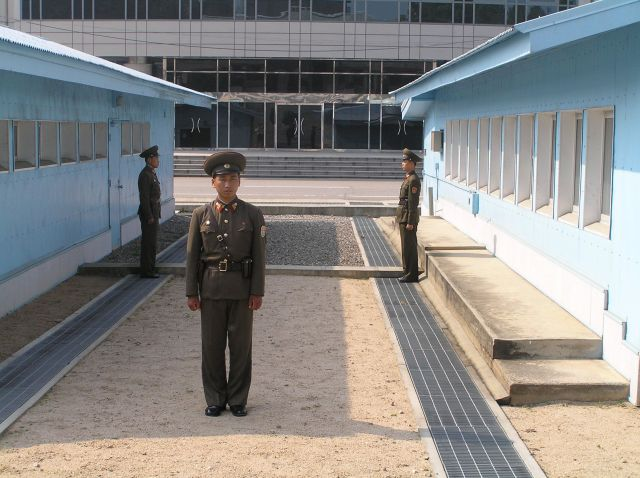
Észak- és Dél-Korea országhatára, a demilitarizált övezetben, Észak-Korea felől fotózva. Az országhatárrá alakult demarkációs vonalat a kép közepén, a két barakk között húzódó betonsáv jelzi.

Az egyes közösségek elválasztására néha országon belül is rákényszerülnek a hatóságok. Az ilyen esetekben mindig műszaki megoldásokat alkalmaznak, amelyek szigorú határ benyomását keltik, bár rendszerint nem országokat, hanem egy adott országon belüli, kisebb közösségeket választanak el egymástól, legtöbbször azok egymás elleni erőszakos cselekedeteinek megakadályozása céljából. Hasonló intézkedésekre háborús övezetekben (tűzszüneti időszak), frissen alakult államképződmények határán is sor kerülhet. Az ilyen elválasztásokra a "határ" helyett a demarkációs vonal elnevezés a megfelelőbb.
Egyes demarkációs vonalak hosszú ideig is fennállhatnak és ha az elválasztott közösségek közti feszültség nem oldható fel, extrém esetben akár valóságos határrá is alakulhatnak. A demarkációs vonalakra jellemző, hogy műszaki megoldásaik kiépítése gyakran nélkülözi a gondos, előzetes tervezést, megközelíthetőségük nagyobb, biztosításuk színvonala alacsonyabb az ellenőrzött elválasztó típusú országhatárokénál és a környékük gyakran válhat villongások, provokációk színterévé.
Demarkációs vonalak példái Európában: Peace Lines, Belfast, Derry (Észak-Írország); Zöld vonal, Nicosia (Ciprus)
Különleges országhatárrá vált a két Koreát elválasztó határ. Mivel a koreai háborút csak a fegyverszüneti szerződés zárta le, békeszerződést azonban nem kötött a két Korea, ezért technikai értelemben mind a mai napig hadban állnak egymással, ami csak "ideiglenesen van felfüggesztve". Ezért van az, hogy például a két ország közötti határ sem államhatár mind a mai napig, hanem "csak" demarkációs vonal, nincsenek hivatalos diplomáciai kapcsolatok Észak- és Dél-Korea között.

### Összekötés
A határok másik, jóval békésebb feladata a szomszédos országok közötti kapcsolat fizikai és adminisztratív biztosítása. Ez részint a több országon átívelő kereskedelmi és személyforgalom zavartalansága, másrészt a határ túloldalán levő, gyakran közös etnikai, nyelvi, történelmi háttérrel is rendelkező közösségek közötti kapcsolattartás megvalósulása érdekében fontos.
Ezt a funkciót jelenleg a Schengeni egyezmény tagországainak közös határszakaszai valósítják meg a legteljesebb mértékben, mert ezek a határszakaszok bárki számára bármikor és bárhol átléphetők. Ezek a szinte csak jelzés értékű, "eltűnő" határok nem csak az átutazók mozgását könnyíti meg, hanem jelentősen hozzájárulnak a határmenti, korábban periferiális közösségek határokon átnyúló együttműködéséhez, a határoktól független, új térségek formálódásához, ezek gazdasági és kulturális vonzataival együtt.

## Határvédelem
Lásd részletesebben: Határőrség Magyarországon